# Leo Jogiches

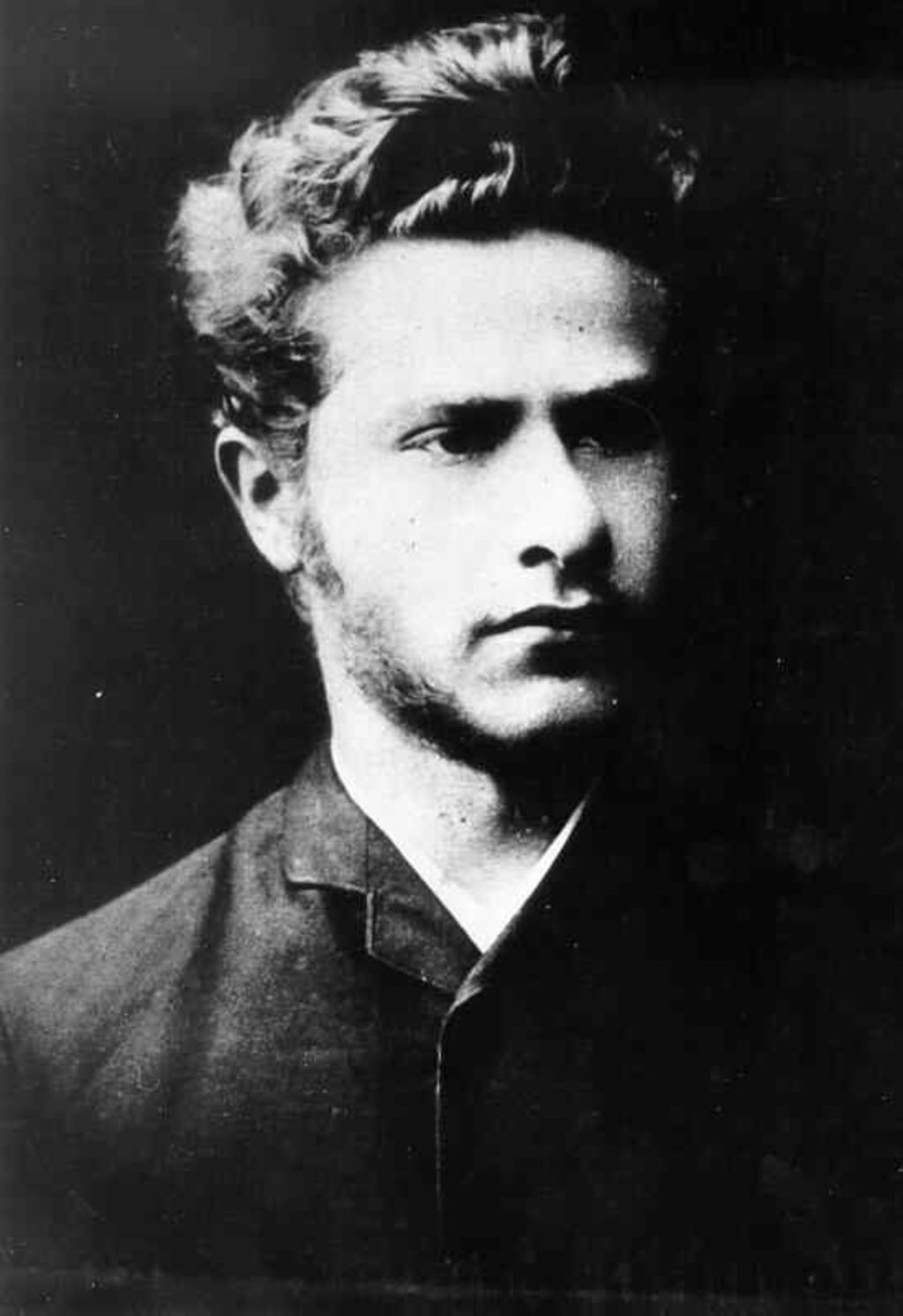
Leo Jogiches (1890)

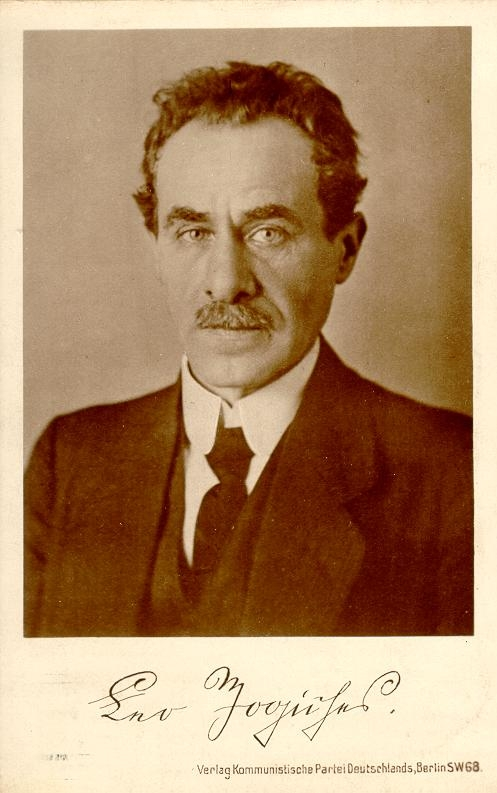
Leo Jogiches (1918)

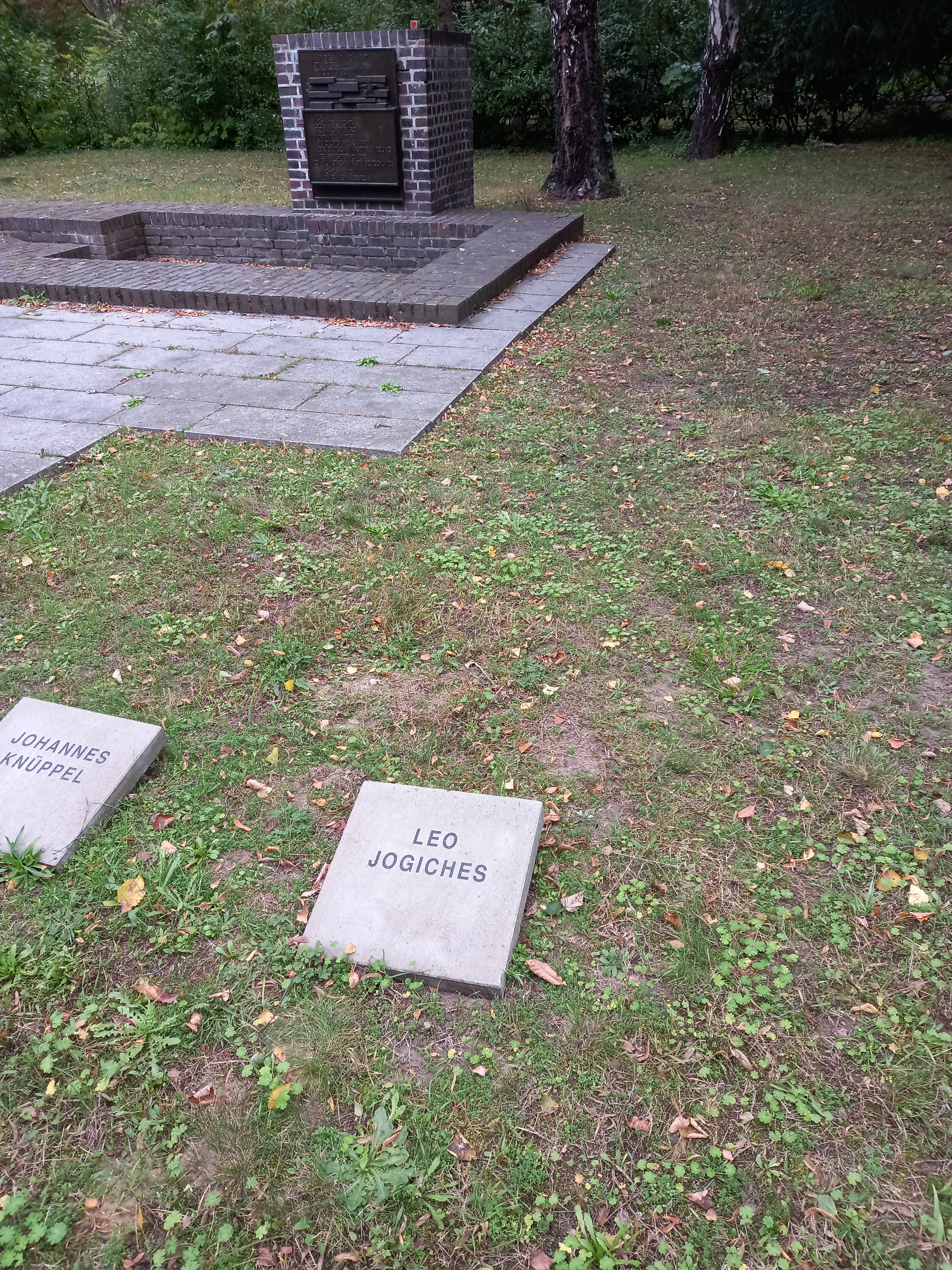
Rekonstruktion des Grabes von Leo Jogiches am Ort des 1935 zerstörten Revolutionsdenkmals auf dem Zentralfriedhof Friedrichsfelde in Berlin

Leo Jogiches, auch Tyszka, (* 17. Juli 1867 in Wilna; † 10. März 1919 in Berlin) war ein russischer sozialistischer Politiker und Mitbegründer der Kommunistischen Partei Deutschlands (KPD).

## Leben
Leo Jogiches entstammte einer reichen jüdischen Kaufmannsfamilie aus Wilna, der Hauptstadt des Gouvernements Wilna im Russischen Kaiserreich. Schon in jungen Jahren engagierte er sich in Wilna für die sozialrevolutionären Volkstümler im Kampf gegen die Zarenherrschaft, wofür er 1889 zu einer Freiheitsstrafe von vier Monaten verurteilt wurde. Nach seiner Haftentlassung sollte er als russischer Untertan Militärdienst in Turkestan leisten und floh deshalb Anfang 1890 in die Schweiz, wo er an der Universität Zürich studierte und die Schweizer Staatsbürgerschaft beantragte. Jogiches suchte Kontakt zu dem ebenfalls im Exil lebenden Marxisten Georgi Plechanow. Zwei Jahre später überwarf er sich jedoch mit ihm, was zu einem Parteigerichtsverfahren führte. Die Anhänger Plechanows griffen Jogiches scharf an, auch Friedrich Engels äußerte sich in einem Brief negativ über ihn.
In Zürich lernte er im Jahre 1890 die damals neunzehnjährige Studentin Rosa Luxemburg aus Russisch-Polen kennen. Er war von 1891 bis 1906 Lebensgefährte Rosa Luxemburgs und Mitglied der Sozialdemokratie des Königreichs Polen und Litauens (SDKPiL).
Während des Ersten Weltkriegs lebte Jogiches in Berlin im Untergrund. In der Novemberrevolution von 1918 war er neben Franz Mehring, Karl Liebknecht, Rosa Luxemburg und anderen Mitbegründer des Spartakusbundes und der aus ihm zusammen mit anderen kommunistischen Gruppierungen am 1. Januar 1919 hervorgegangenen KPD.
Nach der Ermordung von Rosa Luxemburg und Karl Liebknecht am 15. Januar 1919 durch rechtsextreme Freikorpsleute übertrug man Jogiches den Parteivorsitz der KPD. Jogiches ermittelte die Namen der Mörder und deckte die Einzelheiten der Ermordung auf. Anfang März 1919 wurde er in seiner Wohnung in Berlin-Neukölln verhaftet und am 10. März 1919 im Untersuchungsgefängnis Berlin-Moabit von dem Kriminalwachtmeister Ernst Tamschick durch einen Schuss in den Hinterkopf ermordet. Käthe Kollwitz fertigte am 16. März im Leichenschauhaus eine Zeichnung von Jogiches.
Leo Jogiches hatte sich wie die führende Theoretikerin der KPD, Rosa Luxemburg, gegen eine Führungsrolle der Kommunistischen Partei Russlands (Bolschewiki) innerhalb der Komintern gewandt. Auch Jogiches’ Nachfolger im KPD-Parteivorsitz, Paul Levi, sah sich im Februar 1921 wegen seiner kritischen Haltung gegenüber der Komintern-Leitung zum Rücktritt gezwungen. Wenige Jahre später geriet die KPD in immer stärkere Abhängigkeit von Moskau.
Karl Retzlaw, der ihn gut kannte, schrieb in seiner Biografie: „Jogiches war eine Persönlichkeit, die auf alle, die ihn kannten, einen unauslöschlichen Eindruck machte. Er war ein Typ, wie ihn die deutsche Arbeiterbewegung niemals hervorgebracht hat. Er war 52 Jahre alt, wohlhabend, und sein Leben wäre auch als Privatgelehrter ausgefüllt gewesen. Sein Temperament liess ihn gegen soziales Unrecht, Militarismus und Krieg kämpfen. Jogiches war kein gebürtiger Deutscher.“

## Film
- In der Filmbiografie Rosa Luxemburg aus dem Jahr 1986 wird Jogiches vom polnischen Schauspieler Daniel Olbrychski dargestellt.

## Ehrung

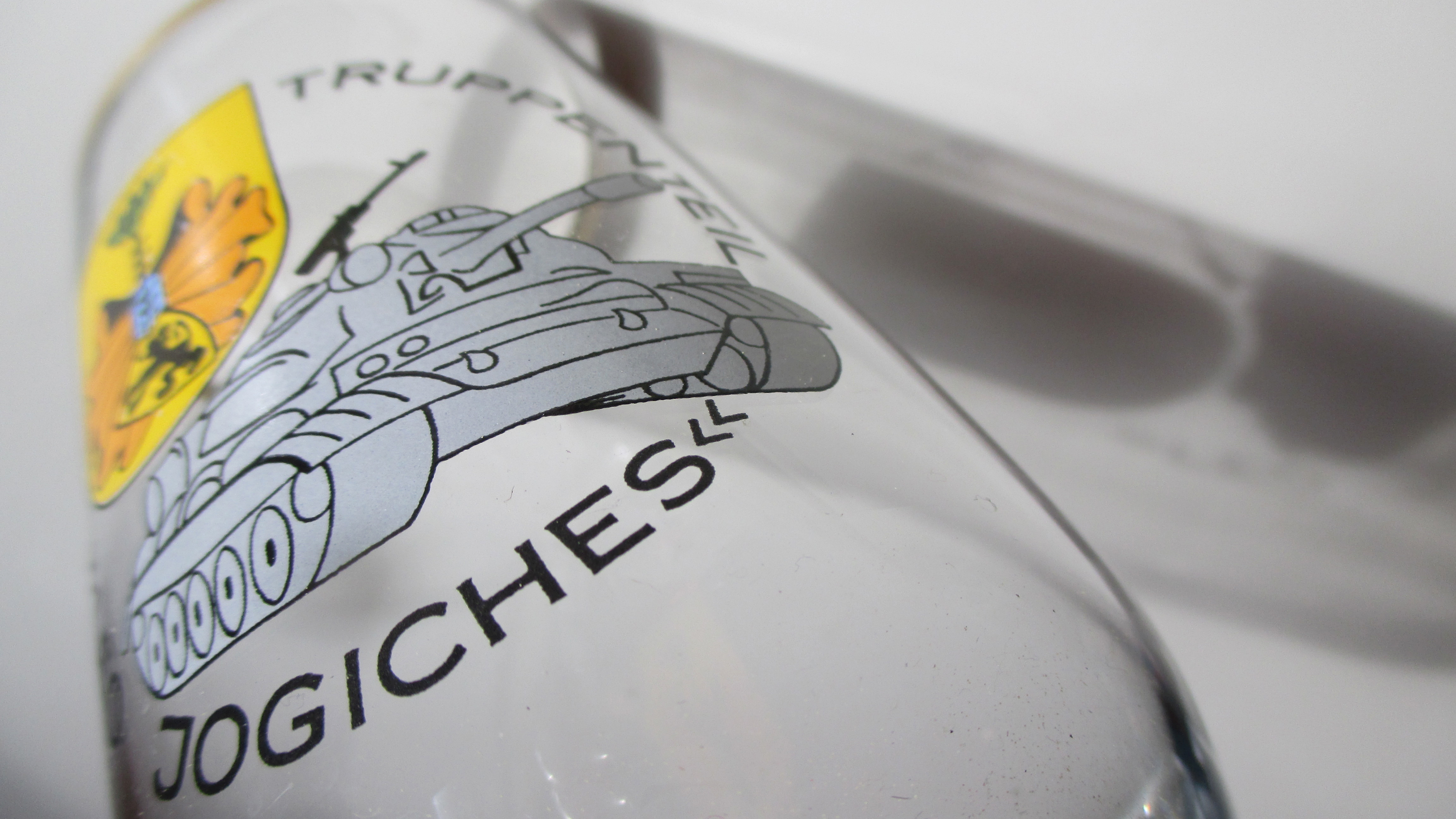
NVA – Truppenteil Leo Jogiches – Gedenkglas

- Das NVA-Panzerregiment 16 in  Großenhain, Truppenteil der 7. Panzerdivision wurde nach Leo Jogiches benannt.
- Die Betriebsberufsschule (BBS) des VEB Datenverarbeitungszentrum in Berlin, Berufsbildungseinrichtung wurde nach Leo Jogiches benannt.